# Ochroplutodes
Ochroplutodes is een geslacht van vlinders van de familie spanners (Geometridae), uit de onderfamilie Ennominae.

## Soorten
- O. bifurcata Fletcher D. S., 1958
- O. bisecta (Warren, 1904)
- O. haturata (Walker, 1860)
- O. hecqi Karisch, 2008
- O. hova Herbulot, 1954
- O. irregularis Karisch, 2008
- O. variabilis Karisch, 2008